# 坂本英三
坂本英三（1964年2月23日—），日本的歌手、作詞家、作曲家。兵庫縣西宮市出生、東京都出身。日本大學文理學部社會學科中途退學。以さかもとえいぞう名義活動中。

## 人物介紹
1985年以重金屬樂團｢ANTHEM｣正式出道。由於自身的狀況，在1987年從ANTHEM脫離後，擔任眼鏡店販售員、計程車司機等職業，｢練馬マッチョマン｣、｢インドヴォルクのお店｣等樂團活動也同時進行。因為這個緣故，對歌手而言很少見的擁有二種駕駛執照。
1996年參加ANIMETAL，擔任主唱。坂本強而有力的歌聲與重金屬所演奏出的動畫歌受到歡迎，ANIMETAL和坂本也受到重金屬迷和動畫迷的絕大讚美，但即使2006年的現在也受到來自一部分保守的動畫迷「冒瀆動畫歌」與一部分保守的重金屬迷「輕視神聖的重金屬」的批判。
2000年、參加由水木一郎號召聚集的動畫歌手團體JAM Project，之後2003年停止活動。（本人的網站寫著「畢業」，實質的脫離）
2001年ANTHEM活動再開始，擔任主唱。
2006年10月22日，ANIMETAL再封印（再解散）。
關於使用的名義，從2000年的時候開始，個人演唱、JAM Project、ANIMETAL的活動使用｢さかもとえいぞう｣。ANTHEM的活動和以前一樣使用｢坂本英三｣。
非常喜歡牛丼屋（主要是松屋），似乎一年的3分之2都在松屋吃飯。
坂本的網頁裡、張貼著ANTHEM脱退後就職的公司「メガネドラッグ」的連結。
直到2005年流出的アルプス電気廣告樂曲『～輝きにつつまれて～』，唱這首歌的事不太廣為人知。現在也沒有被CD化，但好的歌詞和令人留下印象的樂曲挺有人氣。有在アルプス電気的社員的MD間散佈。
據坂本在ANTHEM中的隊友，鼓手本間大嗣在個人網頁計劃「三匹が斬る」中提到，坂本是個自戀的人，在演出後聽回錄音時，甚至會把所有的樂器獨奏略過，只聽有自己唱歌的部份。

## 生平
- 1964年生於日本兵庫縣西宮市。
- 1968年搬至東京居住。
- 1978年中學二年級，目睹英國重搖滾團STRAPS的英姿，從此對搖滾的世界感到憧憬。
- 1979~82高中時代，接觸到元祖Shout王Ian Gillan，使坂本的Shout魂覺醒。NOVELA、LAZY等樂團亦對他造成影響，開始以日本重金屬為目標。
- 1982~84大學時代，於大學三年級休學，加入了當時小有名氣的樂團ANTHEM。
- 1985年正式以ANTHEM主唱的身份出道，隨團展開全國巡迴演出。
- 1987年從ANTHEM脫退，以業餘樂手身份活躍於業界。同年就職於株式会社メガネドラッグ(眼鏡Drug)公司，立志成日本第一的眼鏡店員。
- 1988年當店員的熱情退卻，辭去職務。組成樂團 練馬マッチョマン。
- 1994年坂本30歲，練馬マッチョマン解散。
- 1995年「インドヴォルグのお店」開店，翌年閉店。
- 1996年音樂製作人久武賴正的構想下，ANIMETAL誕生，坂本的歌嗓被久武看上而入團。在各方的支持下，ANIMETAL的唱片總銷量超越100萬張。
- 1999年ANIMETAL封印(暫停活動)。練馬マッチョマン活動再開。
- 2000年藝能生活15週年，發行個人專輯「メタル一直線」。與水木一郎、影山浩宣、松本梨香、遠藤正明組成JAM Project。
- 2001年ANTHEM重組，ANIMETAL活動再開，發行ANIMETAL MARATHON IV。
- 2002年發行第二張個人專輯「Shout Drunker」，ANTHEM發行專輯「Overload」。
- 2006年ANIMETAL10週年，但再次印封。

## 歌唱特色
- 以高音域高破壞力的音嗓為特點，屬爆發型歌手，擅用吼腔，但不同於死亡金屬或黑金屬的深喉式咆哮。坂本的吼叫更像是撕叫，著重爆破音，唱法極盡誇張、熱血之能事。其嗓音較一般男歌手為窄而尖銳，故其歌聲擁有獨特韻味。
- 坂本自稱為Shout系歌手，Shout正是其得意唱法，將音域推至極高境界，發出一段甚具破壞力的叫聲。坂本亦稱JAM Project成員福山芳樹為Shout系歌手，而福山芳樹在加入JAM Project後亦的確取代了坂本原來負責的部份，包括Shout之部份。

## 音樂作品

### 專輯
- メタル一直線（2000年）
- SHOUT DRUNKER 哀愁（2002年）
- メタルハンサムマン（2003年）
- メタルハンサムマン4（2006年）

### 單曲
- 假面騎士轟鬼「雷武轟々」（2005年）

## 關連項目
- ANTHEM
- 柴田直人
- 清水昭男
- 本間大嗣
- ANIMETAL
- PSYCHIC LOVER
- JAM Project

## 外部連結
官網eizosakamoto.com（页面存档备份，存于）

BLOG愛盜人